# Стара Весь (Седлецький повіт)
Стара Весь (пол. Stara Wieś) — село в Польщі, у гміні Морди Седлецького повіту Мазовецького воєводства. Населення — 129 осіб (2011).

## Історія
У XVII столітті у селі діяла православна церква.
У 1975-1998 роках село належало до Седлецького воєводства.

## Населення
Демографічна структура станом на 31 березня 2011 року:
|          | Загалом | Допрацездатний вік | Працездатний вік | Постпрацездатний вік |
| -------- | ------- | ------------------ | ---------------- | -------------------- |
| Чоловіки | 68      | 9                  | 42               | 17                   |
| Жінки    | 61      | 9                  | 30               | 22                   |
| Разом    | 129     | 18                 | 72               | 39                   |